# Parabaeus quasimodus
Parabaeus quasimodus är en stekelart som beskrevs av Austin 1990. Parabaeus quasimodus ingår i släktet Parabaeus och familjen gallmyggesteklar. Inga underarter finns listade i Catalogue of Life.